# 森忠政
森 忠政（もり ただまさ）は、安土桃山時代から江戸時代前期にかけての武将、大名。信濃国川中島藩主、後に美作津山藩の初代藩主。

## 家系
森氏は本姓は源氏、清和源氏の一家系・河内源氏の流れ、八幡太郎義家の四世孫・森伊豆守頼定を祖とすると称するが、この系譜は仮冒という説もある。

## 生涯

### 幼少期
元亀元年（1570年）、美濃金山城で織田信長の家臣・森可成の六男（末子）として生まれる。母は美濃の豪族・林通安の娘・えい（後の妙向禅尼）。幼名は仙千代。誕生と同年中に父が戦死（長兄の可隆は父に先立って戦死）したために次兄の長可が家督を継いでいる。
石山合戦の和睦の際に母の妙向禅尼は一向宗の門徒ということで織田家と本願寺の講和の使者の1人となっていたが、この和睦の締結の際に「森家ゆかりの人間を僧籍に入れる」という事が条件に入っており、仙千代が一時期僧籍に入ったが程なくして関成政（森可成の娘婿）の四男の竹若丸が代わりに僧籍に入ることになり（法名・了向）、仙千代はすぐに還俗している。
天正10年（1582年）の春頃、「長重」を名乗り織田信長に小姓として出仕するが、同僚の梁田河内守にちょっかいをかけられ、信長の前で梁田の頭を扇子で殴打したのを見咎られ、「仙はまだ側仕えできそうにない。母の元へ返せ。」ということで、3月には美濃国の親許に返された。しかし、結果としてこれが幸いして本能寺の変に巻き込まれずに済んだ。本能寺の変が起きた時は妙向禅尼と共に近江安土城に居たが、変の事を知った森家と友好の深い甲賀流忍者の伴惟安の手引きによって妙向禅尼と共に政情不安定な安土から脱出し、甲賀にある惟安の所領に匿われている。同年9月11日に領地付近の平定を終えた長可によって迎えの使者が出され、伊勢国で引渡しが行われ妙向禅尼ともども金山へと帰った。

### 家督相続
天正12年（1584年）4月9日、兄の長可が小牧・長久手の戦いで戦死。この時点で既に他の兄達は全て早世しており、森家の世継ぎは長重のみであった。長可戦死後、遺言状が羽柴秀吉に提出されたが長可は遺言書で長重への家督相続について「あとつぎ候事、いやにて候」と書き、更には金山は誰か信頼できる武将に任せて長重は秀吉の元で奉公するようにと指定するなど長重の家督相続にかなり否定的であったが、秀吉も自分に味方した武将の領地を没収する訳にはいかず遺言のこの一節は無視して、長重を金山7万石の跡継ぎとして指名し各務元正と林為忠の両家老を後見役に任命。森家も金山にそのままとどめ置かれた。長重は家督を継いでまず、かつて恩の有る伴惟安や息子の伴惟利ら長可の代まで協力者の立場であった甲賀衆に森家への仕官を打診し、正式に召抱えている。
天正13年（1585年）になると「一重」と改名。同年の富山の役に1,500の兵を率いて16歳で初陣を果たし、10月6日に従五位下・右近丞に叙任。天正14年（1586年）になると「忠重」と改名し秀吉の関白拝賀のため参内している。

### 豊臣政権時
天正15年（1587年）2月6日、豊臣姓を下賜され、従四位下・侍従に叙任された。また同時に羽柴姓と桐紋の使用を認められ、以後「羽柴右近大夫忠政」と称す。同年九州征伐には眼病を理由に参陣を見送り、陣代として大将に林為忠、副将として伴惟利らを派遣している。天正18年（1590年）の小田原征伐では自身も出馬し韮山城攻めに参加した。朝鮮出兵の折には、九州の名護屋城普請奉行を勤め、兵2,000を率いて名護屋城下に参陣している（渡海はしていない）。伏見城普請、京の大仏（方広寺大仏）建造などにも参加した。
慶長3年（1598年）に秀吉が死亡すると徳川家康に接近。慶長4年（1599年）に伏見城下にて、家康と前田利家・石田三成との対立によって双方に味方する諸侯・軍勢が参集し緊張状態となった際には徳川屋敷に参じて3日間詰め、家康より賞詞があった。
慶長5年（1600年）、かねてから希望していた信濃国川中島13万7,500石への加増転封の話が纏まる。これは太閤蔵入地約9万石を廃止しての加増転封であった。これにより同年2月、川中島4万石の田丸直昌と相互に入れ替わる形で領替えが行われた。この時、河尻秀長・妻木頼忠などが信濃転封には同行せず美濃にそのまま残っている。兄の旧領への転封は家康の独断と後年になって取られがちであるが、転封前には増田長盛・前田玄以・長束正家らが信濃入りして田丸に森家への御蔵米の譲渡を指示しており、豊臣家公認の上での転封である可能性が高い。
なおこの時「秀吉公ご存命の折に、兄長可の跡目を信州川中島に置いてくださるとお約束戴きました、このこと、秀頼公へも仰せになってくださいました。川中島を拝領ください。」と家康に申し立てたと伝わる。

### 信濃川中島藩主時代
慶長5年（1600年）3月には川中島へと入領。入領してすぐに天正壬午の乱の際に兄である長可を裏切った高坂昌元の一門を探し出して磔に架けるなど当初から強硬な姿勢で臨んだ。また居城となった海津城を「待城」と改名している。4月頃になると石田三成が森家の大坂方参陣を促すべく川中島を訪れ会談が行われた。忠政は対外的にはまだ豊臣家の家臣の体をとっていたがこの席で豊臣家批判とも取れる言動を繰り返し破談。以後は家康支持の立場を明確なものとし、本姓である森姓を再び名乗った。三成はこの時の忠政の態度に強く憤り、真田昌幸に宛てた書状の上で「忠政との遺恨格別」「秀頼様を騙し領地を掠め取った」などと名指しで批判している。
同年の関ヶ原の戦いでは東軍に与し、7月21日に家康の会津出兵に先立って宇都宮に着陣し合流を待ったが、7月24日に真田昌幸が西軍と通じ上田へと帰国した事を受けて忠政と石川康長両名は真田への抑えとして領国へと帰還するよう命じられている（この為、小山評定や以後の中山道隊の行軍には加わっていない）。離脱後も盛んに家康や徳川秀忠と書状を交わし情報交換を行っている。その後も家康の命で川中島在中であり、9月の第二次上田合戦の際にも出馬はせず、出馬要請なども無かった事から行った軍事行動は井戸宇右衛門ら少数の軍勢を上田の北にある地蔵峠付近へと派遣するに留まっている。
結局、秀忠率いる中山道隊は上田城を本格的に攻める前に上洛命令を受け、先を急ぐことになったが忠政は秀忠の意向で仙石秀久らと共に真田の備えの為に領地に残し置かれた。忠政は葛尾城代・井戸宇右衛門配下の兵に上田の監視を命じたが、これに対して真田軍は真田信繁が9月18日と23日の2度打って出て、葛尾城に夜討と朝駆けの攻撃を敢行している。同月中に真田家は降伏・開城したが、徳川軍の入領に対して領民の一揆が起きた時に忠政はこれを速やかに鎮圧しその功を秀忠より賞された。ただ、戦後の加増はなく領地は据え置かれた。10月、長年森家を支えてきた各務元正が死去する。
慶長7年（1602年）8月、忠政は「右近検地」と呼ばれる信濃4郡全てを対象とした総検地を実施。検地は厳しく行われ、この検地により信濃4郡の石高は5万石以上上昇し、結果として領内の領民に多大な増税を課す事になった。領民はたまらず検地のやり直しを求める嘆願などを出したが忠政はこれを無視。圧政に耐えかねた領民はついに一揆を起こし、これは4郡に波及する大規模な全領一揆となった。これに対して忠政は一揆を徹底的に殲滅し、捕縛された一揆衆も鳥打峠で数百人単位で磔に架けられ処刑され死者は600人余りに及ぶなど忠政の対応は苛烈なものであった。善光寺に残る「千人塚」は忠政に殺された犠牲者を弔ったものといわれ、塚には赤字で犠牲者の姓名が刻まれている。また、一揆後も検地のやり直しなどは一切行なっていない。
慶長8年（1603年）、小早川秀秋の死によって小早川家が無嗣改易されると美作国一国18万6,500石（津山藩）への加増転封が決定。川中島には松平忠輝が入った。

### 美作国人一揆
しかしながら森家の美作入封に元小早川家臣や元宇喜多秀家の家臣の浪人や在地土豪らが反発。元小早川家臣・難波宗守が首魁となり2,680人余りで播磨・因幡国境付近を固め入国を拒否するという事態となった。この一揆の報告を受けた忠政であったが女子供含む1,000人足らずで信濃国を発つと調略に取り掛かり、美作菅党の有元佐政を寝返らせる事に成功し、彼らの案内で美作入国を目指す。この動きに気付いた国人衆は慌てて忠政を討つべく夜襲を敢行したが、忠政を捕捉出来無いどころか、別の夜襲部隊と鉢合わせして同士討ちを始めるなど連携の悪さを露呈し、この隙に忠政一行は美作入国を果たした。この有元氏は当時は浪人であったが美作菅党と呼ばれる美作の有力土豪の宗家筋に当たる家で、有元佐政は一揆に参加した一族の説得を開始。これにより一揆軍の瓦解が始まった。
そもそも一揆の目的は防衛線を固め、森家の美作国への侵入を防ぎつつ迎え撃ち、進退極まった森家が和議を申込んだところでこれまでと同じ既得権益を認めさせる事に有ったという。しかしながら、既に忠政の入国を許してしまった事から、早く森家に降伏して取り入ることにより権益の保持を狙うものが続出。離脱者の相次ぐ一揆勢は徐々に体を成さなくなり崩壊し、占拠していた林野城も森家に明け渡され一揆の指導者と目された難波宗守も自害して果て、森家に従うことを良しとしない者達は美作国を去り、一揆は殆ど森家と交戦する事も無く終息へと向かった。
乱後、有元氏や、菅納（菅）氏、福島氏、佐藤氏など早くから従う姿勢を見せた者には地主としての権利の保持や森家への仕官などが認められたが、それ以外の後から降った者達は期待したような待遇は無く、逆に士分を剥奪され帰農する事を強制するなど厳しく対応している。ここでも急激な石高の高増しがみられるが後に反対を受けて戻している。

### 津山入り後
無事に美作入りを果たした忠政であったが、新たな居城の建築場所を巡って以前より関係の悪化していた重臣・井戸宇右衛門との対立が表面化。忠政は同年5月に院庄の工事現場にて名古屋山三郎に井戸の殺害を命じ、宇右衛門の2人の弟も刺客を放ち暗殺し、井戸一族を抹殺した。しかしながらこの一件により筆頭家老の林為忠を初めとする林一門が森家を出奔するという事態に陥る。二頭体制の一角であった各務元正も既に亡く、これにより筆頭家老の座には若い各務元峯（元正の嫡男）が就く事になった。
慶長9年（1604年）には伴直次を総奉行とし領内の検地を実施。また、前年の事件により止まっていた城の建築予定地を院庄から鶴山の地に変更。地名を鶴山から「津山」へと改め、城の建築を再開した。これが津山城である。また、築城に際して荒廃していた大聖寺の再建にも努めた。なお普請奉行は伴唯安の子・唯利であった。
しばらくは家政も安定していたが、慶長13年（1608年）に石切場で筆頭家老である各務元峯が喧嘩の末に家老の小沢彦八を殺害。また仲裁に入った家老・細野左兵衛も元峯の家臣によって斬り殺されるという事件が起こる。折悪く忠政は参勤交代の為に江戸に居たが、この事件は大塚丹後守の裁量によって家中騒動などの大事には至らなかった。しかしながら忠政はこの有様に激怒し3家老の所領を召し上げた。この後、しばらくは大塚丹後守がまとめ役となったがその大塚も慶長17年（1612年）7月に死去。
こうした事から忠政は新たな家中の抑えとなる人物を探し、江戸幕府旗本となっていた叔父の森可政の津山藩入りを幕府に希望。幕府もこれを認め忠政は可政に5,000石の所領と執政職の権限、更には従弟で可政の四男・可春にも3,000石の所領を与え、可政らの津山入りの際には自ら国境付近まで出迎えに赴くなど厚くもてなした。以後、家中での不祥事と言えるような出来事は収束する。

### 大坂の陣
慶長19年（1614年）の大坂冬の陣では池田忠継ら西国の大名と共に行軍し参加。中之島を経由し今橋付近に陣取った。しかしながら11月27日に小姓数人を引き連れて大坂城に接近するも感づかれ発砲され、軍監の城昌茂が制止して陣に戻されるという事を起こす。これにより城は軍法に背いたとして森軍に静止命令を出した。この命令は11月29日の博労淵の戦いの最中にあっても解かれなかった為に森軍は天満川を渡らず傍観に徹した。翌30日、幕府の上使である水野勝成が前日の戦いでの森軍の有様を叱責しに現れたが忠政は「軍監の命に従ったまで」と説明した。結局のところ、水野は眼前で戦いが行われているのにもかかわらず静止を解かなかった城の側を罪に問い、城は軍監を罷免（後に改易）され代わりに水野が軍監として忠政と後の戦いに同行している。
翌慶長20年（1615年）の大坂夏の陣にも参戦。森軍は208の首級を挙げ、特に森可春は大坂方の布施屋飛騨守を討つなど活躍した。
戦後、忠政は軍功を称され愛染国俊を家康より下賜されている。

### 晩年
慶長21年（1616年）、13年の歳月をかけた津山城が完成。この間にもかつての領国美濃国から人員を呼びこんでの「美濃職人町」や京や大坂・尾張から人員を招致しての「新職人町」の形成、久世牛馬市の創設などを始めとする経済の振興や、吉井川の堤防工事の実施とそれに伴っての河原町・船頭町の設置、美作の道路網の整備とそれに沿った宿場の新設、農業用水路の確保などの公共事業を始めとした多種多様な政策を計画・実行に移し津山藩の地盤を築き上げ、忠政の代に完遂が成らなかった事業も次代の森長継に引き継がれた。
寛永3年（1626年）、嫡男・忠広と2代将軍・徳川秀忠の養女・亀鶴姫（前田利常の娘）が婚姻。これは将軍家斡旋の婚姻で前田家の縁戚、更には徳川家準一門の座につく権利を得たが、寛永7年（1630年）に亀鶴姫が子なく早世したために将軍家との姻戚関係は無くなり、徳川家準一門になる機会を逸した。寛永10年（1633年）には忠広が家督を継ぐこと無く死亡している。
同年、堀尾忠晴が死亡し堀尾氏が無嗣改易になると後釜として出雲・石見・隠岐の3か国への加増転封の話が浮上。老中・酒井忠勝より御内証が届けられ、忠政は当初乗り気ではなかったが結局のところこの話を受けた。
翌寛永11年（1634年）、死亡した忠広の後釜として外孫に当たる関家継（後の森長継）を養子縁組して嫡子とする事を幕府に承認される。同年7月6日、京の大文字屋宗味の邸宅で夕食をとり、宿所の妙顕寺へ戻る途中に急激に体調が悪化。強い腹痛と嘔吐感を訴え、治療の甲斐無く7月7日未明に死亡した。死因は桃に当たっての食中毒であるという。享年65歳。
京都紫野大徳寺塔頭三玄院に葬られる。戒名　本源院殿前作州太守先翁宗進大居士。跡を長継が継いだ。また、将軍家との正式な会談が持たれる前の忠政の死により3ヶ国加増の話は立ち消えとなっている。

## 官歴
※日付＝旧暦
- 天正13年（1585年）10月6日、従五位下・右近丞に叙任。
- 天正15年（1587年）2月6日、従四位下・侍従。これより「右近大夫忠政」と称す。
- 寛永3年（1626年）8月19日、従四位上・左近衛権中将。

## 系譜
- 父：森可成（1523年 - 1570年）
- 母：妙向尼（1524年 - 1596年） - えい、林通安の娘
- 正室：チボ - 中川清秀の娘
  - 長女：於松 - 池田長幸正室
- 継室：智勝院（1575年 - 1607年） - 岩、名古屋山三郎妹・豊臣秀長養女
  - 三女：菊- 池田忠継室、のち鳥居忠恒正室
  - 四女：宮 - 四条殿、池田長幸継室
  - 次男：虎松(1602年-1612年)
  - 三男：森忠広（1604年 - 1633年）
  - 六女：法光院 - 本多忠義正室
- 側室：お竹 - 山内之豊の娘
  - 長男：森重政（1593年 - 1618年）
- 生母不明の子女
  - 次女：黒 - 於上洛、森正信室
  - 五女：郷 -関成次正室
- 養子
  - 男子：森長継（1610年 - 1698年） - 関成次の長男

## 書籍
- 『名君の門』（2005年）、皆木和義、角川学芸出版、ISBN 978-4046210128